# Georges Feltesse
Georges Feltesse, né le 1er septembre 1854 à Clichy et mort le 15 août 1923 à Paris, est un homme politique socialiste, communard et militant blanquiste.

## Biographie
A seize ans, en 1870, il s'engage volontaire dans l'armée pour combattre les Prussiens. En 1871, il refuse la défaite et s'engage comme soldat dans l'armée de la Commune de Paris. Après la semaine sanglante, il est déporté au bagne de Nouvelle-Calédonie avec Gaston Da Costa, Louis Lucipia, Maxime Lisbonne, Alexis Louis Trinquet, ect.
Après l'amnistie de 1880, il revient en France et devient correcteur typographe au journal de Henri Rochefort, L'Intransigeant. En 1889, au moment de la scission en deux du CRC (Comité révolutionnaire central) avec le CCSR (Comité central socialiste révolutionnaire), il décide de suivre Ernest Granger et Ernest Roche. En 1890, le CCSR investit Feltesse comme candidat blanquiste, dans la circonscription de l'Hôpital Saint-Louis, dans le Xe arrondissement de Paris,. Feltesse n'est pas élu et il se représente aux élections de 1896 comme candidat révisionniste mais, là aussi, n'est pas élu. Au élections de 1900, Feltesse est de nouveau investi dans le Quartier de la Vilette comme candidat "républicain-socialiste antidreyfusard" mais finit à la troisième position avec 1 123 voix contre 2 991 pour son concurrent radical socialiste. Il quitte la vie politique et meurt en 1923 à l'âge de 68 ans.